# بوب بيريل (واثب حواجز)
بوب بيريل (بالإنجليزية: Bob Birrell) هو واثب حواجز ‏ بريطاني، ولد في 6 مارس 1938 في بارو إن فورنيس في المملكة المتحدة.

## وصلات خارجية
- بوب بيريل على موقع أوليمبيديا (الإنجليزية)